# Ананья Пандай
Ананья Пандей (нар. 30 жовтня 1998) — індійська акторка, яка переважно знімається в хінді фільмах. Почала свою акторську кар'єру у 2019 році з ролей у підлітковому фільмі Student of the Year 2 і комедія Pati Patni Aur Woh. Ці виступи заслужили їй Filmfare Award for Best Female Debut. Її два наступні фільми були погано сприйняті, але вона мала комерційний успіх завдяки короткочасній ролі в комедії Dream Girl 2 (2023) та її виступи в драм Gehraiyaan (2022) and Kho Gaye Hum Kahan (2023) були добре сприйняті.

## Молодість і сім'я
Пандей народився 30 жовтня 1998 року в родині актора Чанкі Пандей і художниці по костюмах Бхавані Панді в Мумбаї, Махараштра. У неї є молодша сестра Риса. Її дід Шарад Пандай був індійським кардіохірургом. Її дядько Чіккі Панді бізнесмен, а її тітка Дін Панді тренерка з оздоровлення.
До 2017 року навчалася в Міжнародній школі Дірубхай Амбані. Вона брала участь у Vanity Fair's Le Bal des débutantes подія в Париж у 2017 році.

## Фільмографія

### фільми
- Усі фільми на гінді, якщо не зазначено інше.

| рік  | Назва                               | Роль            | Примітки                             | Список літератури |
| ---- | ----------------------------------- | --------------- | ------------------------------------ | ----------------- |
| 2019 | Student of the Year 2               | Шрея Рандхава   |                                      | [ 11 ]            |
| 2019 | Pati Patni Aur Woh                  | Тапасья Сінгх   |                                      | [ 12 ]            |
| 2020 | Khaali Peeli                        | Пуджа Шарма     |                                      | [ 13 ]            |
| 2022 | Gehraiyaan                          | Тіа Кханна      |                                      | [ 14 ]            |
| 2022 | Liger                               | Tanya Pandey    | Телугу-Гінді двомовний               | [ 15 ]            |
| 2023 | Rocky Aur Rani Kii Prem Kahaani     | Без назви       | Особлива поява в пісні "Heart Throb" | [ 16 ]            |
| 2023 | Dream Girl 2                        | Парі Шрівастава |                                      | [ 17 ]            |
| 2023 | Kho Gaye Hum Kahan                  | Ахана Сінгх     |                                      | [ 18 ]            |
| 2024 | Control                             | TBA             | Пост-продакшн                        | [ 19 ] [ 20 ]     |
| 2024 | The Untold Story of C Sankaran Nair | TBA             | Зйомки                               | [ 21 ]            |

### телебачення
| рік | Назва       | Роль | Примітки | Список літератури |
| --- | ----------- | ---- | -------- | ----------------- |
| TBA | Call Me Bae | Бей  | Зйомки   | [ 22 ]            |

### Музичне відео
| рік  | Назва               | Виконавці                   | Ref.   |
| ---- | ------------------- | --------------------------- | ------ |
| 2020 | "Kudi Nu Nachne De" | Вішал Дадлані, Сачін–Джигар | [ 23 ] |

## Нагороди та номінації
| рік  | Нагорода                              | Категорія                             | Номінована робота                          | Результат | Список літератури |
| ---- | ------------------------------------- | ------------------------------------- | ------------------------------------------ | --------- | ----------------- |
| 2019 | 26th Screen Awards                    | Найкращий жіночий дебют               | Student of the Year 2                      | Номінація | [ 24 ]            |
| 2019 | 26th Screen Awards                    | Свіже обличчя року                    | Н/Д                                        | Перемога  | [ 25 ]            |
| 2020 | 65th Filmfare Awards                  | Найкращий жіночий дебют               | Student of the Year 2 & Pati Patni Aur Woh | Перемога  | [ 2 ]             |
| 2020 | Zee Cine Awards                       | Найкращий жіночий дебют               | Student of the Year 2                      | Перемога  | [ 26 ]            |
| 2020 | Zee Cine Awards                       | Найкраща актриса другого плану        | Pati Patni Aur Woh                         | Номінація | [ 26 ]            |
| 2020 | 21st IIFA Awards                      | Зоряний дебют року – жінка            | Student of the Year 2                      | Перемога  | [ 27 ]            |
| 2021 | Lokmat Stylish Awards                 | Найкращий стильний гламурний значок   | Н/Д                                        | Перемога  | [ 28 ]            |
| 2022 | Lokmat Stylish Awards                 | Most Stylish Gen Z Star               | Н/Д                                        | Перемога  | [ 29 ]            |
| 2022 | 22nd Indian Television Academy Awards | Найкраща акторка-дебютант року - OTT  | Gehraiyaan                                 | Перемога  | [ 30 ]            |
| 2023 | Bollywood Hungama Style Icons         | Стильний актор Народний вибір (жінка) | Н/Д                                        | Перемога  | [ 31 ]            |
| 2023 | Pinkvilla Style Icons Awards          | Найбільш гламурна ікона               | Н/Д                                        | Перемога  | [ 32 ]            |
| 2023 | Lokmat Stylish Awards                 | Стильний гламурний значок             | Н/Д                                        | Перемога  | [ 33 ]            |

## зовнішні посилання
- Ананья Пандай на сайті IMDb (англ.)
- Ананья Пандай  у соцмережі «Instagram»